# Antulio Jiménez Pons
Antulio Jiménez Pons (Ciudad de México, México; 28 de julio de 1928) es un productor y director de televisión mexicano. Ha dirigido telenovelas para Televisa y TV Azteca.

## Trayectoria

### Como productor
TV Azteca
- Primera parte de Súbete a mi moto (2002-2003)[1]
- Como en el cine (2001-2002)
- El amor no es como lo pintan (2000-2001)
- Ellas, inocentes o culpables (2000)
- Catalina y Sebastián (1999)

Televisa
- Al salir el sol (1980)
- Mi primer amor (1973)

### Como director
TV Azteca
- Primera parte de Súbete a mi moto (2002-2003)
- Como en el cine (2001-2002)
- El amor no es como lo pintan (2000-2001)
- Ellas, inocentes o culpables (2000)
- Catalina y Sebastián (1999)
- Perla (1998-1999)

Televisa
- Segunda parte de El alma no tiene color (1997)
- Mi querida Isabel (1996-1997)
- Segunda parte de Marisol (1996)
- Pobre niña rica (1995)
- Bajo un mismo rostro (1995)
- Segunda parte de María José (1994)
- Clarisa (1993)
- Al salir el sol (1980)
- Donde termina el camino (1978)
- Los bandidos de Río Frío (1976)
- Mi primer amor (1973)